# Charles-André Merda
El baró Charles-André Merda dit Méda (1773, París - 1812, batalla del Moscova) va ser un militar francès de la Revolució Francesa i del Primer Imperi Francès.
Provenia d'una família de comerciants parisencs, Merda entrà a la garde nationale de París el setembre de 1789. Va participar en l'arrest de Maximilien de Robespierre la nit del 27 al 28 de juliol de 1794 (9 a 10 de termidor) Any II. Merda va ser nomenat sub-lloctinent i l'any V, capità.
Chevalier de la Légion d'honneur l'any 1804 passà a oficial el 1807, va ser fet baron Méda et de l'Empire (decret del 2 de juliol de 1808) i va transformar el seu cognom al de Méda. Va ser ferit de mort a Moscou el 5 de setembre de 1812. Al seu llit de mort va ser fet general de brigada (général de brigade).